# For the Defense (film, 1930)
Pour plus de détails, voir Fiche technique et Distribution.
Pour l’article homonyme, voir For the Defense (film, 1916).
For the Defense est un film américain réalisé par John Cromwell et sorti en 1930.

## Synopsis
William Foster est un brillant avocat dans le domaine des affaires criminelles. Son éthique personnelle est mise à rude épreuve quand la femme qu'il aime se retrouve impliquée dans un accident mortel.

## Fiche technique
- Réalisation : John Cromwell
- Scénario : Oliver H. P. Garrett
- Photographie : Charles Lang
- Montage : George Nichols Jr.
- Production : Paramount Pictures
- Genre : Mélodrame[2]
- Durée : 85 minutes
- Date de sortie :
  - États-Unis : 19 juillet 1930

## Distribution
- William Powell : William Foster
- Kay Francis : Irene Manners
- Scott Kolk : Jack Defoe
- William B. Davidson : District Attorney Stone
- John Elliott: McGann
- Thomas E. Jackson : Daly
- Harry Walker : Miller
- James Finlayson : Parrott
- Charles West : Joe
- Bertram Marburgh : Judge Evans
- George 'Gabby' Hayes : Ben - Waiter
- John Cromwell : Deuxième rapporteur du jury (non crédité)